# Serres-sur-Arget
Serres-sur-Arget är en kommun i departementet Ariège i regionen Occitanien i södra Frankrike. Kommunen ligger  i kantonen Foix-Rural som ligger i arrondissementet Foix. År 2022 hade Serres-sur-Arget 772 invånare.

## Befolkningsutveckling
Antalet invånare i kommunen Serres-sur-Arget
Referens: INSEE